# Jungenstadt Buchhof
Die Jungenstadt Buchhof war eine am 27. Mai 1947 auf Anregung der US-amerikanischen Besatzungsstreitkräfte gegründete und im Schloss Buchhof bei Starnberg eingerichtete Jugendhilfeeinrichtung. Sie war ursprünglich zur Versorgung männlicher Kriegswaisen ins Leben gerufen worden, die dort eine Berufsausbildung erhalten und durch Selbstverwaltungsstrukturen gezielt auf ein Leben in einer demokratischen Gesellschaft vorbereitet werden sollten. Deshalb kann sie hinsichtlich der Einrichtungsart auch als Kinderrepublik bezeichnet werden. Konzeptionell orientierte sie sich dabei am Boys-Town-Ansatz des katholischen Priesters Edward Flanagan.
Träger der Einrichtung war der damalige Kreisverband München der Arbeiterwohlfahrt.

## Die Selbstverwaltung bis 1950

Die Selbstverwaltung um 1950 (nach Zielinski 1950)

Auf der Grundlage einer im Wesentlichen von den Bewohnern selbst erarbeiteten Verfassung führten die Jungen regelmäßig Bürgermeisterwahlen durch. Die Bürgermeister ernannten wiederum andere Jungen zu Referenten für bestimmte Aufgabenbereiche (Arbeit, Hygiene, Sport etc.) und bildeten mit ihnen zusammen den Jungenstadtrat. Die Bürgermeister schlugen auch Jungen für den Gerichtshof der Jungenstadt vor, der über die Einhaltung der Einrichtungsregeln wachte. Im sogenannten Erziehungsausschuss hatten die Repräsentanten der Jungen außerdem Gelegenheit, gemeinsam mit der Heimleitung über Belange der Einrichtung zu beraten.

## Die Selbstverwaltung nach 1950
Bis 1950 wachten Kontaktleute der US-Streitkräfte über die Aufrechterhaltung der Selbstverwaltungsstrukturen. Bald nach deren Abzug wurden die Möglichkeiten zur Selbstverwaltung jedoch stark eingeschränkt. Zudem stand die Einrichtung im Laufe der Zeit in immer größerem Umfang auch Jungen offen, die keine Kriegswaisen waren. Die Jungenstadt Buchhof verlor dadurch ihren einzigartigen Charakter. Sie behielt gleichwohl ihren ursprünglichen Namen. Mitte der 1950er Jahre wurde das Heim aus finanziellen Gründen geschlossen.